# Albacete (provins)
Albacate er en provins i den autonome region Castilien-La Mancha i Spanien. Provinshovedstaden er byen Albacete.
Albacete grænser til provinserne Cuenca i nord, Valencia og  Alicante i øst, Murcia og Granada i syd og Ciudad Real og Jaén mod vest.
Den ligger i det sydøstlige hjørne af den store højslette Meseta Central, og med undtagelse af bjergområder i sydøst (nordenden af Sierra Segura), er der et forholdsvis fladt landskab i provinsen. Det højeste bjerg er det 1.790 meter høje Sierra de Alcaraz. Floderne Júcar og Segura løber begge gennem provinsen.